# Psalm på Luciadagen
Psalm på Luciadagen är en psalm med text skriven av Catharina Broomé 1993. Musiken är skriven 1993 av Roland Forsberg.

## Publicerad i
- Psalmer i 90-talet som nr 855 under rubriken "Kyrkans år".
- Psalmer i 2000-talet som nr 938 under rubriken "Kyrkans år"